# Kenny Easley
Kenneth Mason „Kenny“ Easley Jr. (* 15. Januar 1959 in Chesapeake, Virginia) ist ein ehemaliger US-amerikanischer American-Football-Spieler auf der Position des Strong Safeties. Er spielte College Football für die UCLA Bruins, der University of California, Los Angeles. 1981 wurde er von den Seattle Seahawks in der ersten Runde der NFL Draft ausgewählt und spielte dort seine gesamte NFL-Karriere von 1981 bis 1987. 

## Karriere
Von 1977 bis 1980 spielte Easley College Football an der University of California, Los Angeles (UCLA) für die UCLA Bruins. Er wurde als erster Spieler der Pacific-12 Conference (zu jener Zeit noch PAC (1977) 8 bzw. PAC 10 (1978–1980)) in vier aufeinanderfolgenden Jahren zum All-Conference-Spieler gewählt. Er beendete dort seine Karriere mit den Schulrekord-aufstellenden 19 Interceptions und 324 Tackles.
Easley wurde im NFL Draft 1981 in der ersten Runde als insgesamt vierter Spieler von den Seattle Seahawks ausgewählt. Im NBA Draft 1981 wurde er in der zehnten Runde von den Chicago Bulls ausgewählt, er entschied sich jedoch für die NFL. Hier wechselte er die Position vom Free Safety zum Strong Safety. Bereits in seiner Rookie-Saison konnte Easley mit 107 Tacklen und drei Interception, davon eine über 82 Yards zum Touchdown zurückgetragen, überzeugen und wurde zum AFC Defensive Rookie of the Year gewählt.
1982 wurde Easley erstmals in den Pro Bowl berufen. Im Folgejahr gelang ihm dies erneut, wie in den folgenden beiden Jahren nun aber zusätzlich mit den Auszeichnung zum First-team All-Pro. 1984 war dabei Easleys beste Saison. Er konnte als einer der wenigen Safeties in der NFL-Geschichte mit zehn Interceptions eine zweistellige Anzahl erzielen. Er half damit den Seahawks den NFL-Rekord für Takeovers in einer Saison mit 63 zu brechen. Zudem lief er auch als Punt Returner auf, wobei er 16 Punts für durchschnittlich 12,1 Yard zurücktrug. Er wurde zum Defensive Player of the Year (Verteidiger des Jahres) der American Football Conference (AFC) und zum NFL Defensive Player of the Year gewählt.
In der Saison 1986 verpasste Easley verletzungsbedingt sechs Spiele. In der Saison 1987 lief das NFL Collective Bargaining Agreement aus, was die Spielergewerkschaft zum Aufruf zum Streik animierte. Easley war einer der stärksten Verfechter des Streiks im Kader der Seahawks. Dies führte auch zu einem Bruch in den Beziehungen mit den fünf Streikbrechern der Seahawks, unter anderem den Starspieler Steve Largent. Easley spielte in jener Saison jedes nichtbestreikte Spiel, wobei er vier Interceptions fing. Zum letzten Mal wurde er in den Pro Bowl berufen und wurde zudem ins Second-team All-Pro gewählt.
Im April 1988 wurde Easley für den Quarterback Kelly Stouffer zu den Phoenix Cardinals getauscht, konnte dort aber aufgrund von Nierenleiden nicht den medizinischen Test bestehen und trat im Anschluss vom Profisport zurück. Insgesamt erzielte er in seiner Karriere 498 Tackles, sieben Sacks und 33 Interceptions. Er wurde später ins NFL 1980s All-Decade Team aufgenommen.
Easley verklagte kurz darauf die Seahawks, da er der Ansicht war, eine Überdosierung von Schmerzmittel während seiner NFL-Zeit wäre der Grund für sein Nierenleiden. Beide Parteien einigten sich später auf einen Vergleich, dennoch brach Easley alle Beziehungen zu den Seahawks ab. Erst 2002 besserte sich die Beziehung wieder, als Seahawks-Besitzer Paul Allen darauf bestand, erst nach der Aufnahme von Easley in den Seattle Seahawks Ring of Honor wieder andere Spieler aufzunehmen. Am 14. Oktober 2002 wurde er für seine Leistungen bei den Seahawks in den Seattle Seahawks Ring of Honor aufgenommen.
Easley wurde während der ersten 25 Jahre, in denen er aufnahmeberechtigt für die Pro Football Hall of Fame war, niemals von einem Hall-of-Fame-Auswahlkomitee als ein modern-era-Kandidat besprochen. Aber als Senior-Kandidat für die Klasse von 2017, erhielt Easley 80 Prozent Zustimmung aus dem Auswahlkomitee. Easley wurde neben Wide Receiver Steve Largent, Defensive Lineman Cortez Kennedy und Tackle Walter Jones das vierte Hall-of-Fame-Mitglied, der seine gesamte Karriere mit den Seahawks verbrachte. Am vierten Spieltag der Saison 2017 sperrten die Seahawks zu seinen Ehren die Trikotnummer 45.

## Stil
Easley galt als hervorragender Tackler, was ihm den Spitznamen „The Enforcer“ (der Vollstecker) einbrachte. Gleichzeitig galt er als guter Deckungsspieler, der sowohl kleine, wendige als auch große, starke Receiver decken konnte. Körperlich konnte er vor allem durch seine Schnelligkeit und Athletik überzeugen. Sehr geschätzt wurde auch Easleys hoher Football-Instinkt. Der spätere Seahawks-Safety Kam Chancellor (2010–2017), der denselben Spitznamen erhielt, lobte auch seine Qualitäten als „Ballhawk“ (Verteidiger, der aggressiv versucht einen Ball zu intercepten). Er lobte seine Fähigkeit, schnell Strecken zu überbrücken, den Ball abzufangen und danach zu punkten zu versuchen („I’ve seen him covering ground, go get the ball, and when he gets the ball he’s trying to score.“). Defensive Lineman Manu Tuiasosopo, Easleys Teamkollege an der UCLA und bei den Seahawks, lobte Easleys Anpassungen der defensiven Plays und Bereitschaft bei Fehlern auszuhelfen.